# Merzhausen
Merzhausen är en kommun i Landkreis Breisgau-Hochschwarzwald i regionen Südlicher Oberrhein i Regierungsbezirk Freiburg i förbundslandet Baden-Württemberg i Tyskland.
Kommunen ingår i kommunalförbundet Hexental tillsammans med kommunerna Au, Horben, Sölden och Wittnau.